# Славољуб Слава Богојевић
Славољуб Слава Богојевић (Ниш, 31. март 1922 — Београд, 15. децембар 1978) био је српски сликар.

## Биографија
Завршио је Академију ликовних уметности у Београду, 1951. године, код проф. Недељка Гвозденовића и специјализацију код проф. Зоре Петровић. Врло немирног духа: био је пилот и падобранац, песник, радио у сликарској радионици Народног позоришта у Београду код Јована Бијелића, сликао фреске и зидне композиције, али и на кутијама од шибица. Боравио на Корчули, у Паризу, живео у Атини. Излагао је са групом „Једанаесторица“ (Возаревић, Бата Михаиловић, Омчикус, Бокшан...), у Паризу са Бифеом и Дифијем, био члан "Ладе“. Имао низ самосталних изложби у Југославији, Венецији, Амстердаму, Риму, Атини.
Његово стилско опредељење је разнолико. Окушао се у различитим темама — од урбаних пејзажа, портерета и цвећа, преко мртвих природа, до митолошких сцена. Кретао се од симболистичке асоцијативне визије, блиске домену лирске апстракције, до надреализма и енформела и геометријски стилизованих облика.
Његово дело је недовољно истражено и проучено.
Сахрањен је у Алеји заслужних грађана на Новом гробљу.

## Самосталне изложбе
- 1952. Београд, Галерија УЛУС-а;
- 1955. Београд, Галерија, Узун Миркова 1; Нови Сад, Трибина младих; Загреб, Галерија УЛУХ, ЛИКУМ-ов салон;
- 1956. Париз, Galerie Cours d,Ingres;
- 1957. Београд, Галерија Графичког колектива; Београд, Дом културе западни Врачар (Слободан и Славољуб Богојевић);
- 1958, Београд, Атеље 212, графит и бронза;
- 1959. Београд, Галерија Музеја примењених уметности; Београд, Раднички универзиет – изложбена галерија; Скопље, Раднички универзитет; 1961. Београд, Галерија Графичког колектива, акварел, скулптура;
- 1962. Београд, Галерија Графичког колектива,
- 1964. Ниш, Изложбени павиљон Тврђава,
- 1965. Београд, Салон модерне галерије; Београд, Салон Музеја савремене уметности;
- 1966. Штип, Раднички универзитет,
- 1969. Нови Сад, Мали ликовни салон, цртежи;
- 1971. Београд, Галерија Графичког колектива, „Ваша окна“; Сомбор, Уметничка галерија културно-пропагандног центра; Београд, Уметничка галерија КПЦ; Штип, Раднички универзитет „Ванчо Прче“; Ријека, Галерија Дома ЈНА, Венеција, Centro d,Arte S. Vidal; Венеција, Centro d, Arte San Angelo; Београд, Галерија Графичког колектива, „Мој акваријум“.
- 1975. Амстердам, Изложбена сала туристичке организације; Херцег Нови, Галерија „Јосип Бепо Бенковић“; Рим, Галерија ;
- 1976. Атина, Културни центар Антинон; Рим, ;
- 1983. Земун, Сцена Народног позоришта;
- 1986, Обреновац, Дом културе и спортова;
- 1988, Београд, Калерија Културног центра, „Непознати Слава“.

## Збирка песама
- „Од — до“, Багдала, Крушевац, 1969.

## Награде
- I награда за плакат, Београд (1947. и 1949.);
- Златна плакета УЛУС-а (1960);
- Откупна награда Туристичког савеза Београда на изложби „УЛУС 66“, Београд (1966);
- Откупна награда „Цветна Скадарлија“, Београд (1968).